# Tańcząc w klatce
Tańcząc w klatce (jap. 檻ノ中のソリスト Ori no naka no sorisuto) – manga autorstwa Shiro Moriyi, publikowana w magazynie internetowym „Shōnen Jump+” wydawnictwa Shūeisha od września 2018 do czerwca 2021.

## Fabuła
Historia rozgrywa się w Mieście Więziennym, w którym zamknięci są wyłącznie przestępcy. Od czasu śmierci rodziców 7-letnia Chloé i jej młodszy brat Locke ukrywają się w swoim mieszkaniu, ponieważ przestępczość sprawia, że ulice są zbyt niebezpieczne. Udaje im przetrwać tylko dzięki uprzejmości tajemniczych sąsiadów, którzy codziennie podrzucają im jedzenie. Pewnego dnia ich dobroczyńcy planują ucieczkę i postanawiają zabrać dzieci ze sobą. Jednak kiedy znajdują się już na murze, zostają zaatakowani przez roboty strażnicze. Chloé udaje się przedostać przez mur wraz z innymi uciekinierami, natomiast Locke spada samotnie po wewnętrznej stronie. Od tego momentu Chloé postanawia trenować, aby stać się wystarczająco silna, by wrócić do Miasta Więziennego i uratować brata.

## Publikacja serii
Pierwszy rozdział mangi ukazał się 29 września 2018 w magazynie internetowym „Shōnen Jump+”. W marcu 2019 seria została zawieszona ze względu na stan zdrowia Moriyi. 12 kwietnia 2021 manga została wznowiona, a w maju ogłoszono, że zbliża się ona do punktu kulminacyjnego. Ostatni rozdział opublikowano 14 czerwca 2021. Całość została zebrana w 3 tankōbonach, wydanych między 4 czerwca a 3 września 2021.
12 stycznia 2024 wydanie mangi w Polsce zapowiedziało Studio JG, natomiast premiera odbyła się 25 kwietnia tego samego roku.
| Nr | Język japoński  | Język japoński         | Język polski     | Język polski           |
| Nr | Data wydania    | ISBN                   | Data wydania     | ISBN                   |
| -- | --------------- | ---------------------- | ---------------- | ---------------------- |
| 1  | 4 czerwca 2021  | ISBN 978-4-08-881526-8 | 25 kwietnia 2024 | ISBN 978-83-8257-409-8 |
| 2  | 4 czerwca 2021  | ISBN 978-4-08-881598-5 | 26 czerwca 2024  | ISBN 978-83-8257-467-8 |
| 3  | 3 września 2021 | ISBN 978-4-08-882779-7 | 30 sierpnia 2024 | ISBN 978-83-8257-513-2 |

## Odbiór
Jacob Parker-Dalton z Otaquest pochwalił serię, nazywając ją „pełną filmowego piękna” i porównując do Sędziego Dredda i The Promised Neverland.